# ساعت بدهی

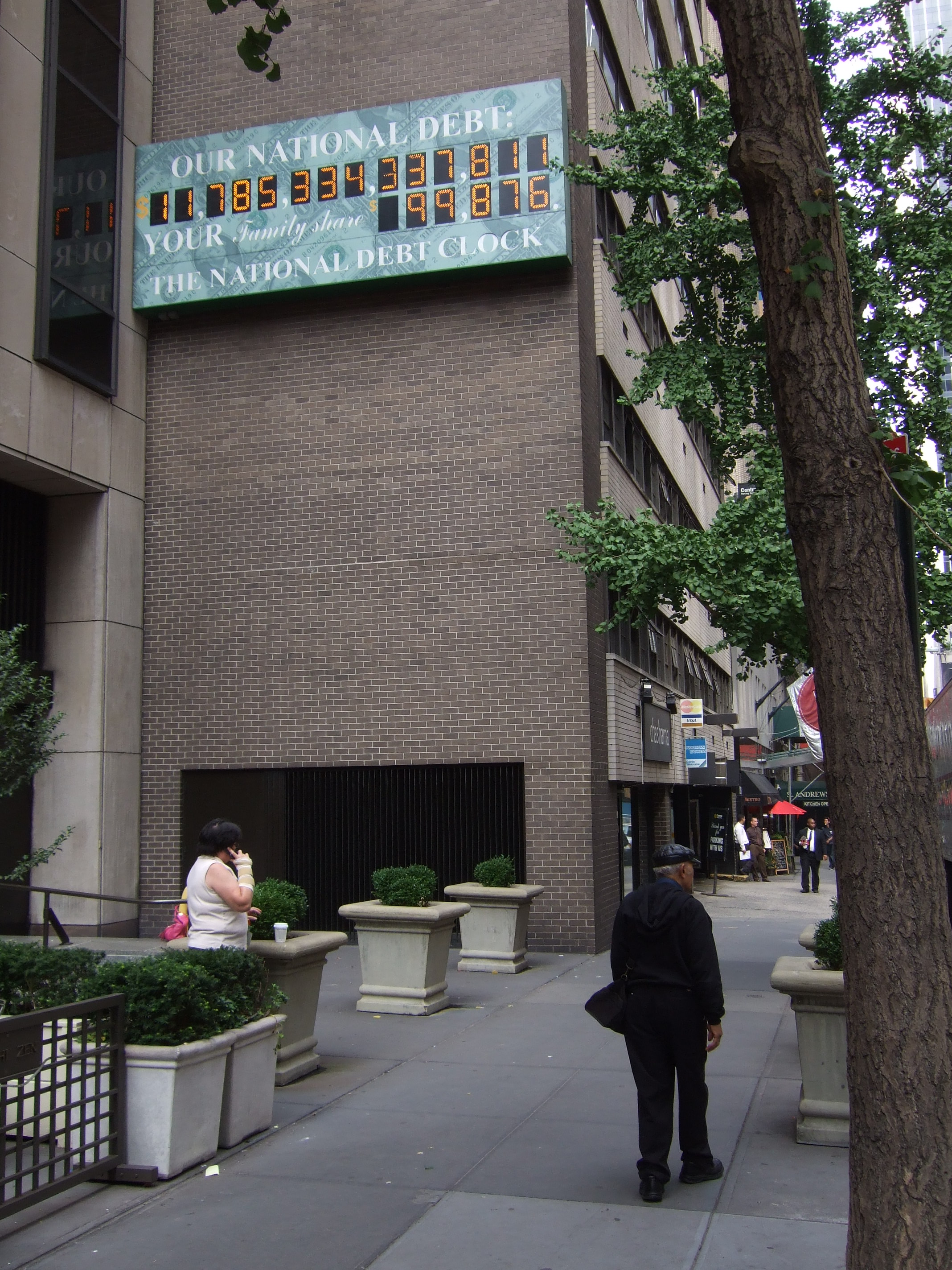
ساعت بدهی ملی در نیویورک (۲۰۰۹)، نمونه ای برای تمام پروژه‌های دیگر از این دست

ساعت بدهی یک شمارنده عمومی است که بدهی دولتی (همچنین به عنوان بدهی عمومی یا بدهی ملی شناخته می‌شود) یا یک شرکت دولتی یا یک ایالت را نشان می‌دهد و هر ثانیه پیشرفت را از طریق به روز رسانی به تصویر می‌کشد. به دلیل همبستگی متقابل بین بدهی‌ها و حساب‌های دریافتی ،ساعت دارایی‌ها نیز وجود دارد که دارایی‌های خصوصی و دولتی را تجسم می‌کند.

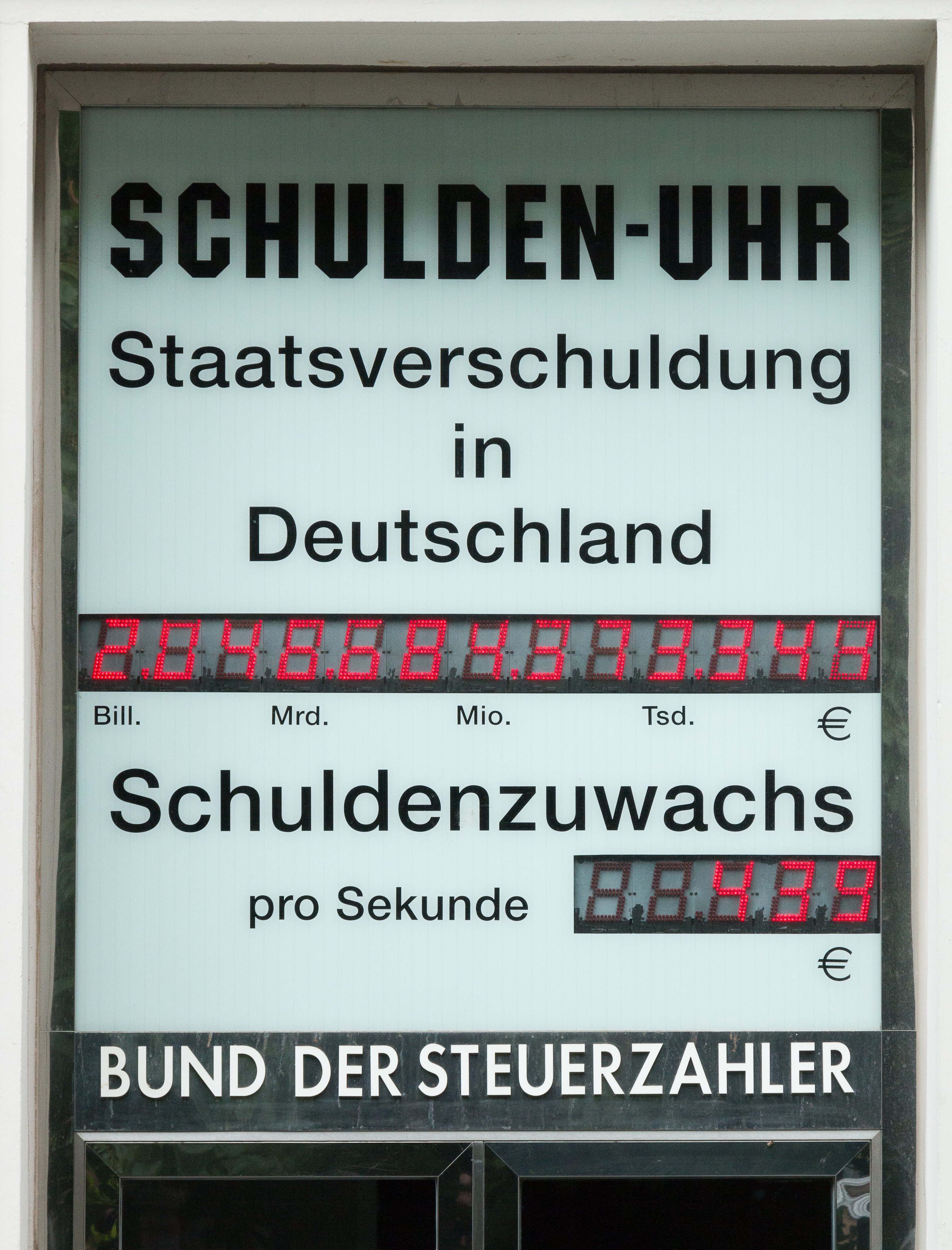
ساعت بدهی فدراسیون مالیات دهندگان آلمان پیش‌بینی آن را در مورد بدهی عمومی آلمان نشان می‌دهد

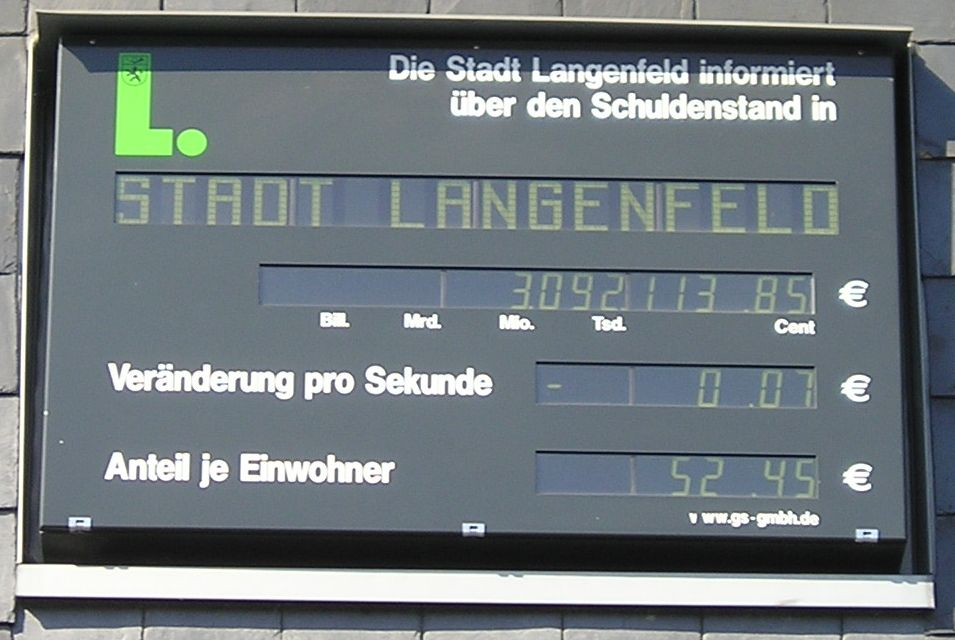
ساعت بدهی در لانگنفلد، آلمان

## هدف
ساعت بدهی به طرز چشمگیری رشد بدهی دولت را نشان می‌دهد. در این رابطه بدهی‌های خصوصی و رشد دارایی‌های پولی طلبکاران نادیده گرفته می‌شود. ساعت بدهی علاوه بر اینکه بدهی واقعی جدید دولت را از طریق اعتبارات سرمایه‌گذاری از اوراق قرضه دولتی نشان می‌دهد، همچنین اثر سود و بهره مرکب ("بهره بر بهره") و افزایش بدهی‌های دولتی ناشی از بهره قابل پرداخت را نشان می‌دهد.

## مثال‌ها
در بیشتر کشورها و شهرها ساعت بدهی عمومی نصب شده‌است.
- اولین ساعت بدهی، ساعت بدهی ملی ایالات متحده، در سال ۱۹۸۹ در تقاطع خیابان ۴۲ و خیابان ششم به ابتکار سازنده املاک و مستغلات سیمور دورست نصب شد و در سال ۲۰۰۴ به خیابان ششم ۱۱۳۳ منتقل شد،[۱][۲] و مجدداً در سال ۲۰۱۷ به دیوار شرقی پاساژ که خیابان‌های ۴۲ و ۴۳ غربی را به هم متصل می‌کند، جابجا شد.[۳]
- ساعت بدهی آلمان، فدراسیون مالیات دهندگان آلمان:
  - برلین: یک ساعت بدهی آلمانی از ۱۶ ژوئن ۲۰۰۴ در ورودی مقر فدراسیون قرار دارد. علاوه بر پیشرفت بدهی ملی آلمان، افزایش در ثانیه نیز نمایش داده می‌شود.[۴] فدراسیون مالیات دهندگان این مقادیر را با افزودن استقراض احتمالی تخمینی سال جاری به بدهی ایالتی سال قبل برآورد می‌کند.[۵]
  - ویسبادن: همچنین در مقر سابق فدراسیون مالیات دهندگان آلمان در ویسبادن، یک ساعت بدهی از ۱۲ ژوئن ۱۹۹۵ اجرا می‌شود که کل بدهی عمومی، بدهی سرانه و افزایش بدهی در هر ثانیه را نشان می‌دهد.
- آلمان، لندتاگ نیدرزاکسن: این ساعت بدهی در سالن گروه CDU (حزب آلمانی) در لندتاگ نیدرزاکسن قرار دارد.
- آلمان، مونیخ: یک ساعت بدهی از ۲۹ فوریه ۲۰۰۸ شروع شده‌است.[۶]
- آلمان، بن، Haus der Geschichte: این یکی کل بدهی، بدهی در ثانیه و بدهی سرانه را نشان می‌دهد.
- آلمان، دوسلدورف، تالار شهر: دوسلدورف شهری است که از ۱۲ سپتامبر ۲۰۰۷ پس از فروش بلوک سهام RWE، بدون بدهی بوده‌است. در آنجا زمان سپری شده به جای بدهی نمایش داده می‌شود.[۷]
- آلمان، لانگنفلد، راینلند: پس از اینکه لانگنفلد در سال ۲۰۰۸ بدون بدهی درآمد، ساعت بدهی از بین رفت.[۸]

## منتقدان
همواره افزایش دارایی‌ها و افزایش بدهی‌ها از سوی اتحادیه‌ها مورد انتقاد است. در این زمینه یک ساعت دارایی که دارایی‌های در حال افزایش را نشان می‌دهد تشویق می‌شود.
هاینر فلاسبک، اقتصاددان ارشد کنفرانس تجارت و توسعه سازمان ملل متحد (UNCTAD)، در فوریه ۲۰۰۷ از تعصب و تأثیر قابل توجه ساعت بدهی انتقاد کرد. او پیشنهاد کرد ساعتی را با نمایش دارایی ها/اموال خصوصی و رشد آن کنار بگذاریم تا امکان قضاوت در مورد بدهی‌ها در زمینه ارزش‌های فعلی اموال و دارایی‌ها فراهم شود.